# Josh Rouse
Josh Rouse (Paxton, 9 marzo 1972) è un cantautore statunitense.
Il primo accenno di carriera è stato all'insegna di un folk-rock di chiara matrice USA che potrebbe ricordare Paul Westerberg solista e gli episodi acustici dei Pearl Jam.
A questa prima fase di carriera possiamo accludere i dischi Dressed Up Like Nebraska (1998, Slow River), Chester (1999, Slow River), Home (2000, Slow River) e Under Cold Blue Stars (2002, Slow River). Quest'ultimo, grazie all'interessamento della Rykodisc, permette all'Europa di conoscere Josh Rouse e la sua musica.
La seconda fase della carriera del cantautore vede un trasferimento a Barcellona e la scoperta del pop e dell'easy listening più nobile degli anni settanta (da Elton John a Carole King passando per James Taylor). Il risultato si può sentire nei lavori più recenti: 1972 (2003, Rykodisc) e Nashville (2005, Rykodisc), il quale - a dispetto del titolo - non presenta nessun elemento country, continuando lungo strada della melodia e della ballata. Nel 2006 rilascia l'acustico Subtitulo, pubblicato dalla Bedroom Classics nel 2006, seguito dal suo lavoro del 2007, Country Mouse City House.

## Discografia
- 1998 - Dressed Up Like Nebraska (Slow River)
- 1999 - Chester (Slow River)
- 2000 - Home (Slow River)
- 2002 - Under Cold Blue Stars (Slow River/Rykodisc)
- 2003 - 1972 (Rykodisc)
- 2005 - Nashville (Rykodisc)
- 2006 - Subtitulo (Bedrooms Classics)
- 2007 - Country Mouse City House (Nettwerk / Self)
- 2010 - El Turista
- 2013 - The Happiness Waltz
- 2015 - The Embers of Time
- 2018 - Love in the Modern Age
- 2019 - Holiday Sounds of Josh Rouse (2 CD)
- 2022 - Going Places